# ロビー君
ロビー君（ロビーくん）とは、コナミのホラーゲーム『サイレントヒル]』シリーズに登場する架空のキャラクターの名称である。

## 概要
サイレントヒルにある遊園地「レイクサイドアミューズメントパーク（遊園地）」のマスコットの一つであり、正式な名称は「ウサギのロビー（Robbie the Rabbit）」、日本での通称は「ロビー君」。
この遊園地には、ロビーの他にも「アヒルのドーン（ドーン・ザ・ダック）」や「馬のヒューイ（ヒューイ・ザ・ホース）」、「猫のキャシー（キャシー・ザ・キティ）」といったキャラクターも存在しているが、2022年現在においていまだ活躍の機会はない。
初登場したゲーム『サイレントヒル3（以下、『3』）』以降、シリーズを通して度々おまけの様な扱いでの登場ではあるが、現在では三角頭やナースと並ぶ、シリーズを代表するキャラクターとなっている。

## デザイン

### 外見
人型にデフォルメされたピンクの兎で、コミカルな表情をしており、門歯が飛び出ている。小太りで短足。頭は大きく、口の周りは白い。
小豆色のオーバーオールを着用し、緑の蝶ネクタイを身に付けているが、靴は履いていない。オーバーオールには尻尾を出す穴が空いており、尻尾は団子のように丸い。

### 種類
着ぐるみ
登場作品は『サイレントヒル3』と実写映画二作目の『サイレントヒル リベレーション』。ロビーの姿を模した着ぐるみで、耳の長さまで含めた全高は『サイレントヒル2』に登場するレッドピラミッドシングやバブルヘッドナースよりも高い。
人形（ぬいぐるみ）
ロビーの姿を模した人形。正式名称は「ロビー君人形（Robbie Doll）」。登場作品は『サイレントヒル3』、『サイレントヒル4 ザ・ルーム』、『SILENT HILL HOMECOMING』、『SILENT HILL DOWNPOUR』、『SILENT HILL Book Of Memories』。レイクサイド遊園地のスーベニールショップで販売されている。
クリーチャー
登場作品は短編動画『兎（USAGI）』と『サイレントヒル・アーケード』。ロビーの着ぐるみの姿をしたクリーチャー。

### 色のバリエーション
ピンク
通常のロビー。登場回数は最も多い。
ブルー
『3』に初登場し、スーベニールショップに陳列されているほか、隠しコスチューム「撲殺兎」にプリントされていた。ピンクの次に出番が多く、『兎（USAGI）』ではピンクのロビーにストレッチャーで運ばれたり、エレベーターで下の階に降りたりしていた。
グリーン
『3』のスーベニールショップに初登場。『兎（USAGI）』終盤にも僅かに登場する。
イエロー
『3』のスーベニールショップにのみ登場。

### キャラクターとして
『サイレントヒル3』と『サイレントヒル4 』の公式サイトで配信されていたメールマガジン（現在サービスは終了）の筆者であり、「ロビー君」と君付けであることや、一人称は「僕」であることから男性であると推測できるものの、性別は語られていない。
そのメールマガジンでは出だしが「親愛なる君へ」、締めくくりは「君の道しるべ、ロビーより」というのが決まり文句で、多用するフレーズは「君と二人三脚」となっており、これらのフレーズは、ロビーに関連する商品に度々登場する。例としてはガチャポンの「SILENT HILL3 親愛なるロビー君マスコット」やGeccoのフィギュア「ロビー・ザ・ラビット」など。
作業服であるオーバーオールを着ている理由は、遊園地で荷物運びの仕事をしているという設定で説明付けられている。
また、『サイレントヒル アーケード（以下、『AC』）』のUFOエンディングでは『グラディウス』の腕前を披露し、手先が器用な一面を見せた。

## 登場作品と作中での活躍

### 『サイレントヒル3』
初登場となる作品。着ぐるみと人形が登場し、着ぐるみは裏世界と化したレイクサイド遊園地のあちこちに転がっている。いずれも口元や服が血にまみれており、調べると「中の人」がいるらしいが、動いたり襲い掛かることはない。しかし、ヘザーが来る直前まで生きて動き回っていた形跡はあり、ベンチに座っている者やクローサー（クリーチャーの一種）に撲殺されて壁にもたれ掛かった状態の者などが登場する。作中の時系列ではアーケード版の後のストーリーであるため、これらはエリックやティナに射殺されたロビーである可能性もある。
人形は園内にあるスーベニールショップで無数に陳列されており、そこにはブルーやグリーン、イエローなどのピンク以外の色のロビーが確認できるが、ピンクのロビーのみ口元やオーバーオールが血にまみれている。
隠しコスチューム「撲殺兎」には、鉄パイプを手にしたブルーのロビーと、その前に横たわるピンクのロビーがプリントされているが、パスワードがBlueRobbieWin（ブルーのロビーの勝ち）であることから、２体のロビーが戦っていた場面を描いていると思われる。
PS2のセーブデータのアイコンも担当しており、一切動かない本編とは違い、走っている様子を見ることができる。

### 『サイレントヒル4 ザ・ルーム』
本作では、壁の穴から覗けるアイリーンの部屋のぬいぐるみとして登場する。外見は前作に登場した着ぐるみと大きさを除けば同一であり、口元やオーバーオールが血にまみれていることも共通している。当初はこちらに背を向けているが、物語の中盤、ある時点を境に、いつの間にかこちらを向き、指をさしているという怪奇現象が必ず発生するが、他の怪奇現象と違い、ダメージを受けることはなく、除霊もできない。その他にも窓の外の現実世界の空にロビーの頭の形をした気球（やはり、口元は血にまみれている）が浮かんでいたり、隠しコスチュームを着たシンシアのタトゥーとしても登場する。
また、前述の通りかつて配信されていたメールマガジンの筆者であるほか、ロビーを操作して荷物運びの業務を体験するミニゲームもあった。また、現在も閲覧できる攻略のヒント「もう一つの赤の書」の案内人もつとめ、そこでも「二人三脚」というフレーズを使っている。

### 『サイレントヒル ホームカミング』
本作におけるロビーはこれまでに登場したものとデザインが微妙に異なっており、細身になり、頭の大きさのアンバランスさがより際立っている他、オーバーオールの色が紺色に変更されている。ジョシュアが所有していた人形（Robbie Doll）として登場し、二度もキーアイテムとして入手することになる。1度目は冒頭の悪夢の中で入手することになり、ボタン連打に失敗すると即死するトラップがある。二度目は中盤に裏世界と化した主人公アレックスの自宅にある、血がたまったバスタブの中から入手することになる。その他にも、ロビーが写った写真やロビーが描かれている遊園地のチケット、ジョシュアが書き残したロビーの落書き等、登場人物でもクリーチャーでもないキャラクターとしては非常に出番が多い。

### 『サイレントヒル ダウンプア』
二周目から発動するサイドクエスト「過去の究明」にて、最後に入手できる収集物。入手にはスコップが必要。外見は『ホームカミング』に登場したものと同じだが、血は付いていない。本作ではこれ以外に出番はなく、完全にオマケの扱いである。

### 『サイレントヒル ブック オブ メモリーズ』
外見は再び『3』に登場したものに近付き、オーバーオールの色は元に戻り、体型はオリジナルより寸胴になったが、血は付いていない。
ロビーの姿を模した「ロビー君人形（Robbie Doll）」が主人公の部屋に飾られている他、コナミコマンドを入力することで初期装備の武器として使用できる。また、パズルを解くためのキーアイテムとしても登場する。
ゲームを進めていくとハワードの店で装飾品であるロビーのマスクを購入できるようになり、ダウンロードコンテンツではブルーのロビーのマスクや、工芸品「ロビー君ピンバッジ」が追加される。

### 『サイレントヒル エスケープ』
タイトル画面の他、チュートリアルのガイドを担当し、最後に「死なないよう頑張ってね」と言い残す。
シリーズ中、ロビーが初めて喋った作品である。

### 『サイレントヒル アーケード』
本作では、シリーズ中初めて主人公（プレイヤー）に危害を加えてくるクリーチャーとして登場する。外見は『3』に登場した着ぐるみと同一だが、血は付いていない。弱点は大きな頭部で、狙いやすいため強敵ではないが、甲高い笑い声や全く変わらない表情のため大変不気味。何者かが着ぐるみを着ている訳ではないようで、撃たれるとそこから出血する。斧で殴りかかってくるタイプ、斧を投擲して逃げ去るタイプ（斧は撃ち落とせる）、チェーンソーを振り回すタイプ、ライフルで狙撃してくるタイプの四種類が存在し、いずれも甲高い笑い声を挙げながら集団で襲い掛かってくる。
ちなみに、遊園地にはボス戦がない代わりにステージの最後（メリーゴーランド）にてロビーが総攻撃を仕掛けてくる。
UFOエンディングのスタッフロールでは『グラディウス』をプレイし、ノーダメージで一面のボスを撃破する腕前を披露した。

### 『兎（USAGI）』
ビジュアル作品集「Lost Memories : THE ART & MUSIC OF SILENT HILL」のボーナスムービー
短編動画である本作では、詳細不明の裏世界を徘徊するクリーチャーとして無数に登場する。外見は『3』に登場する着ぐるみと同一であり、本作ではピンクのロビーのほか、ブルーのロビーやグリーンのロビーも登場する。死んだブルーのロビーをピンクのロビーがストレッチャーで死体の山がある部屋まで運ぶ様子や、別のブルーのロビーがエレベーターで下の階に降りる様子が描かれている。グリーンのロビーは終盤に画面の端に登場する。キャラクターデザインと監督：タナカウサギ（Takayoshi Tanaka）　音楽：山岡晃

### 『サイレントヒル: リベレーション3D』
実写映画である本作では、着ぐるみと人形が登場する。『3』に登場したものと顔のデザインが微妙に違うが、オーバーオールの色や体型は同じ。人形は原作と同様に遊園地で売られている他、ヘザーやヴィンセントと偶然同じバスに乗っていた老人が所持していた。着ぐるみは冒頭の悪夢の中で初登場し、突然ヘザーの方を振り向いた。その後、サイレントヒルでヘザーが逃げ込んだ建物の廊下に転がっている状態で再登場する。最後はヘザーが実際に遊園地を訪れた際に登場し、今度は動かないものの、口元が血まみれになっていた。

## その他の登場作品と作中での活躍

### 『OZ -オズ-』
隠しコスチュームとして全部で6キャラクター分6色のロビーの着ぐるみが登場する。ホワイトとパープルが初登場となる。

### 『ときめきメモリアル4』
本作での名称は「うさぎさん」。声は福圓美里。
右目がボタンで、耳が長いことを除き、ロビーと同じ外見である。一人称はロビーと同じくボクであるため、男性のキャラクターであると推測できる。非常に口が悪く、主人公を「セニョール」「メーン」「おめー」と呼ぶ。
隠しヒロインである大倉都子が所持するキーホルダーのぬいぐるみ（手作り）として初登場する。一定の条件を満たし、その上で都子以外のヒロインの好感度を上げる様な行動をとると、夜間に鉄パイプを手に、バトルの敵キャラクターとして主人公の前に立ちはだかる。HPは166でそれほど高くはなく、攻撃も鉄パイプでの殴打のみだが、攻撃力が非常に高く、100以上の威力の攻撃を連発することも少なくない作中屈指の強敵。残りのHPが少なくなるほど攻撃力が高くなる傾向があり、そのため短期決戦が望ましい。倒すと10リッチのほかに、謎の三角帽子やノイズの聴こえるラジオ、鉄パイプ、チェーンソーなど、『サイレントヒル』シリーズを彷彿させるアイテムをドロップする。
一方で、バトルの際に仲間に都子がいる場合に奥義「スタンドバイミー」を使うと、助けを求める都子の元へ味方として登場し、敵に大ダメージを与えて去っていく（この際、攻略の進行状況によって演出が変化する）。

### 『メタルギアオンライン』
コスチュームとして頭のかぶりものが登場する。

### 『コナミ ワイワイレーシング アドバンス』
「三角頭（ピラミッドヘッド）」と共にプレーヤーキャラクターとして登場する。

### 『ダンスエボリューション』
ニューヨークの街並みのようなステージに観客として登場する。

### 『ザ★ビシバシ』
カード「ロビーくん」が登場する。血は付いていない。

### 『秘書コレクション』
「ヘザー」のカードの背景に血まみれのロビーが描かれており、チェーンソーを手にしている。

### 『Dead by Daylight』
2020年6月のアップデートより、殺人鬼リージョンのコスチュームとして、ピンク（フランク）、ブルー（ジュリー）、グリーン（ジョーイ）、イエロー（スージー）の失われたマスコット（ウサギのロビー）として登場する。

### 『スーパーボンバーマンR オンライン』
プレイアブルキャラクターとして｢ロビー君ボンバー｣が登場。厳密には本人では無いものの、初のプレイヤーキャラとして参戦。
火力と速度が少ないものの、ボムを多めに置くことができる。また、特殊能力｢歪み｣を使用することで、敵を一定時間気絶させることも可能。

## 商品化
PVCスタチュー「サイレントヒル3/ ロビー・ザ・ラビット 1/6スケール PVCスタチュー」
Geccoが提供する塗装済みフィギュア。全高は約34センチメートル。全身にフロッキー加工がなされている。付属するチェーンソーのブレードに「to you my dear（親愛なる君へ）」と刻印されている。他に鉄パイプや台座が付属する。ブルーVer.とグリーンVer.とピンクの血のないスーベニールverの種類がある。箱のイラストはタナカウサギ（Usagi Tanaka）が担当。
サイレントヒル3/ ロビー・ザ・ラビット ミニ
サイレントヒル3/ ロビー・ザ・ラビット ミニ ピンク、アオ、ミドリ、キイロ、シロ、ムラサキの全六種と『ストレッチャー for ロビー・ザ・ラビット ミニ』がある。箱のイラストはタナカウサギ（Usagi Tanaka）が担当。
可動式フィギュア「リアルアクションヒーローズ（RAH）Robie tha Rabbit」
ホットトイズ提供の可動式のフィギュア。全高は上述のスタチューと大差はない。頭部にや手足にフロッキー加工がなされており、服は布製。ハンドパーツ、鉄パイプ、チェーンソー付属。

キーホルダー「親愛なるロビー君キーホルダー」
タカラトミー提供の一個300円のガシャポンの商品。全六種。